# Généalogie d'Honoré de Balzac

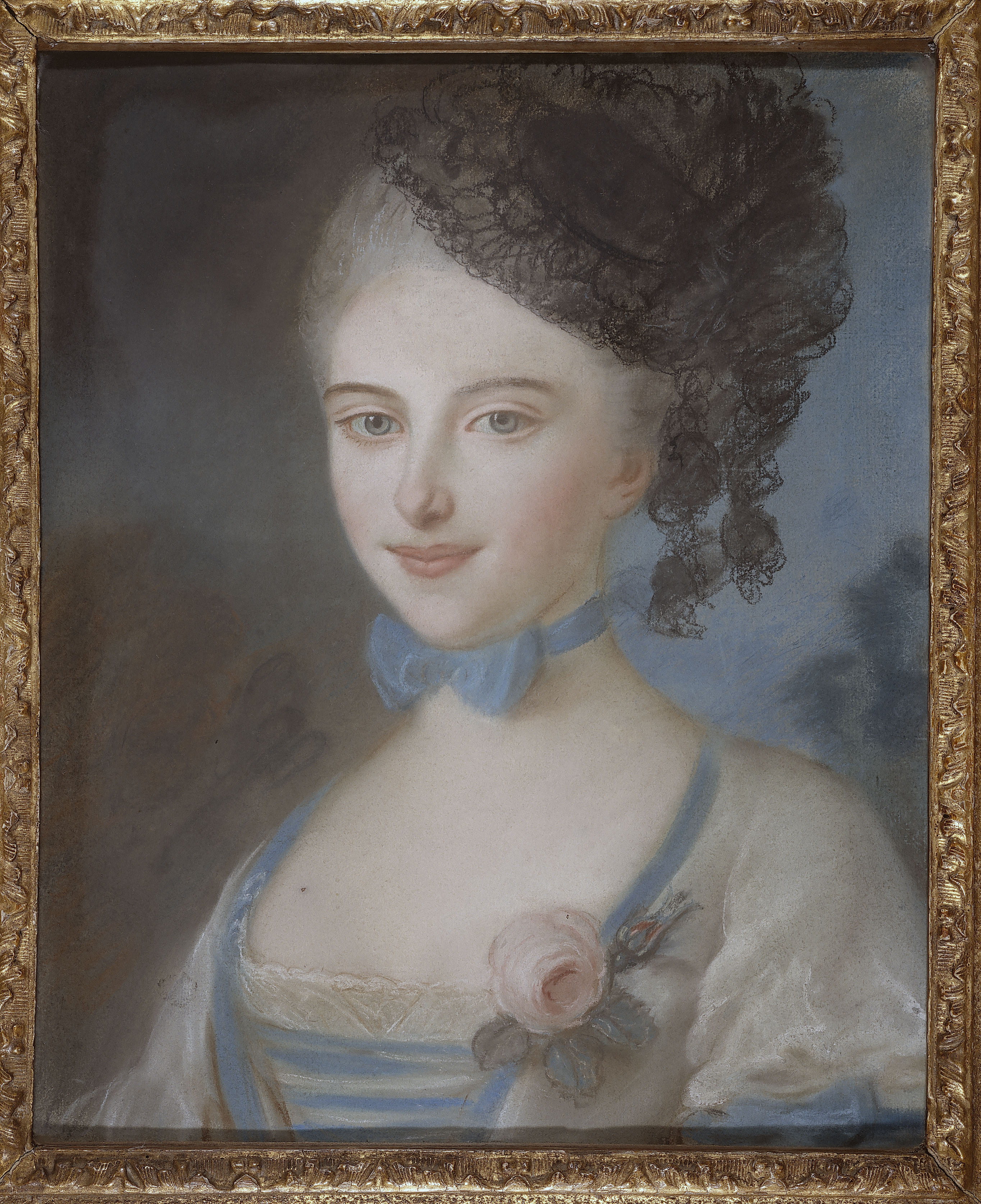
Anne-Charlotte-Laure Sallambier, mère d'Honoré de Balzac

Honoré de Balzac est né le 20 mai 1799, à 11 heures du matin, dans une famille bourgeoise, au 25 rue de l'Armée-d'Italie, rue principale de Tours. Il s'appelle alors Honoré Balzac, il est le fils de Bernard-François Balzac et de Anne-Charlotte-Laure Sallambier. La rue de l'Armée-d'Italie, où il est né, deviendra ensuite la rue d'Indre-et-Loire, puis rue Napoléon, puis rue Royale et enfin rue Nationale. Honoré est mis en nourrice à Saint-Cyr-sur-Loire.

## Le père d'Honoré de Balzac

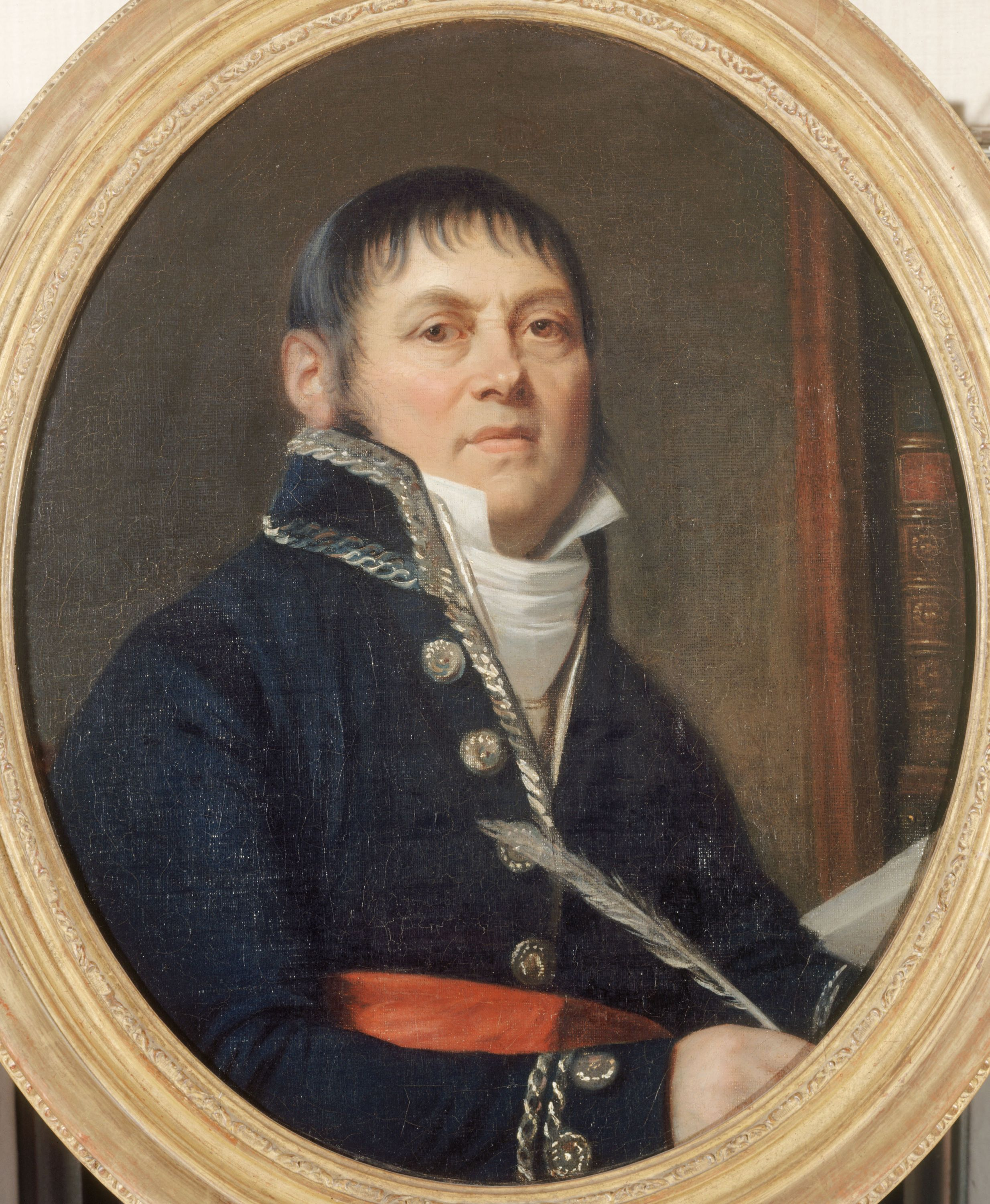
Bernard-François Balzac, père d’Honoré de Balzac

Le père, Bernard-François Balssa, est né le 22 juillet 1746, vers 6 heures du matin de Bernard Balssa, laboureur, et de Jeanne Granier, au hameau de Canezac, lieu-dit la Nougayrié, commune de Montirat, dans le département du Tarn, aux frontières du Rouergue dont le sépare la rivière du Viaur. En 1709, Montirat comptait 1 400 habitants et en 1790 la population s'élevait à 1 785 habitants. Bernard-François Balssa était l'aîné d'une famille de onze enfants (dont deux morts en bas âge). Il a quitté son village natal en 1766 après avoir été emprisonné à Lagarde-Viaur (commune de Montirat) pour avoir mis enceinte une jeune fille, Marianne Mouychoux. On le trouve en 1771 à Toulouse et à Montesquieu-Volvestre où il est devenu le secrétaire du marquis Antoine François Bertrand de Molleville. Bernard-François Balssa prend le nom de Balzac à Paris entre 1773 et 1783. Il est protégé sous la Révolution par le conventionnel et général tarnais Jean-Pierre Lacombe-Saint-Michel, dont la cousine germaine, Marie-Brigitte Lacombe de Blanchefort, avait épousé en 1777 Jean Balssa (1748-1825), le frère cadet de Bernard-François.
Bernard-François Balzac devient, sous le Directoire, directeur des vivres de la 22e division militaire, poste basé à Tours. Son ami et protecteur, le préfet d'Indre-et-Loire, François René Jean de Pommereul (père de Gilbert de Pommereul), le fait nommer administrateur de l'hospice général de Tours. Bernard-François est également assesseur du juge de paix et, de 1803 à 1808, adjoint au maire de Tours.
Un drame viendra troubler la vie paisible de cette famille. Le dernier frère de Bernard-François, Louis Balssa (1766-1819), est guillotiné en 1819. Accusé d'avoir assassiné une fille de ferme, et bien qu'innocent (le véritable assassin appartenait à la famille du notaire chez lequel Bernard-François Balssa avait débuté vers 1761 comme clerc de notaire), il fut néanmoins exécuté à Albi. Honoré de Balzac ne mentionne jamais cette affaire, mais plus tard, il prendra fait et causes pour un accusé, Sébastien-Benoît Peytel,,.

## Origine du nom de famille Balssa
Il tire probablement son origine de l'adjectif occitan balsan, issu du bas latin balteanus, qualifiant un cheval ayant des taches blanches sur les jambes. Appliqué à un être humain, c'est devenu un sobriquet désignant un individu tacheté. Par un sens dérivé, en italien, le qualificatif équivalent balzano a servi à désigner un individu fantasque et original. Le même sens a pu exister en occitan,.
D'autres hypothèses ont été avancées sur l'origine de ce nom. Selon André Maurois et Philibert Audebrand, « le nom véritable, Balssa, de la famille paysanne de La Nougayrié dans le Tarn, dont était issu Honoré de Balzac, pourrait venir du radical bals qui, en occitan, signifie “roc escarpé”. Il y a en Auvergne des Balsac, Balzac, Balsan […], ».
Il existe une autre explication : vers l'an 1000, l'abbaye de Balsac, près de Brioude, aurait fait l'objet d'invasions et de catastrophes diverses ; les paysans, serfs de la glèbe, locaux, auraient migré vers l'ouest à travers le Massif central et seraient arrivés aux confins des gorges du Viaur, rivière limitrophe des départements actuels du Tarn et de l'Aveyron. Aujourd'hui, 80 % des Balssa habitent dans cette région.
Dans leur pérégrination, ayant pris le nom de leur lieu d'origine, Balsac, ils auraient essaimé et créé divers lieux dont le nom serait dérivé du leur.
Le patronyme existait sous différentes variantes :
- Balssa
- Balsa
- Balza
- Balsac
- Balzac
- Balsan (forme cévenole et provençale).
- Balssanne, Balsane ou Balsague, Balzague (formes féminines du patronyme à la suite de la féminisation des noms propres commune en occitan).

On trouve aujourd'hui encore ces diverses formes du patronyme.

## Origine de la famille Balssa
L’origine de la famille paternelle de Balzac se situe au hameau de La Brègue dans la commune de Montirat (Tarn) où sont cités en 1560 un Jean Balssa, fils de feu Michel et un Jean Balssa, fils de feu Jean. Guillaume Balssa est ensuite le premier Balssa de La Brègue sur lequel nous possédons quelques éléments, en particulier sa signature en 1578 sur un acte retenu par un notaire de Lunac, en Rouergue. Il fut le père de Michel Balssa qui, marié vers 1595, eut trois fils qui parvinrent à l'âge adulte : Guillaume (vers 1597-1647), son héritier et son successeur à La Brègue ; Bernard Balssa (mort en 1668), établi au hameau du Cros dans la paroisse de Lagarde-Viaur et enfin Antoine Balssa (vers 1607-1677). Celui-ci se fixa par son premier mariage avec Marie Pradines en 1642 à La Pradelle sur le plateau, non loin de Canezac. Ce fut le trisaïeul de Bernard-François Balssa par son fils Bernard Balssa (I) (1648-1707), son petit-fils Bernard Balssa (II) (1684-1754) et son arrière-petit-fils Bernard Balssa (III) (1716-1778). Ce dernier se maria en 1743 avec une voisine de La Pradelle, Marie Blanquet, morte l'année suivante sans enfant. Bernard Balssa épousa en secondes noces le 4 octobre 1745 Jeanne Granier, de La Nougayrié, qui était fille unique. Bernard Balssa alla s'installer chez son épouse et le couple allait donner naissance sur une période de vingt ans, de 1746 à 1766, à onze enfants. Sur les neuf enfants parvenus à l'âge adulte, on compte sept fils. De l'aîné de ces fils, Bernard-François Balssa né en 1746, est issu Honoré de Balzac. Les ancêtres paternels d'Honoré de Balzac sont donc nés sous le nom de Balssa dans la paroisse de Saint-Martin-de-Canezac (commune de Montirat) où une pierre érigée en 1934 au carrefour de deux routes, non loin de La Nougayrié et de La Pradelle, le rappelle aux passants : « Sur ces collines, les ancêtres de Balzac ont labouré la terre. »
La mère de l'écrivain occitan Joan Bodon (Jean Boudou), auteur des Contes dels Balssas, née Albanie Balssa, descendait d'une autre branche de la famille Balssa de Montirat, celle établie au hameau de Gaffatou, dont descendait également Bernard-François Balssa par sa mère Jeanne Granier.

## Pour approfondir